# Paul Hogan
Paul Hogan (Sídney, 8 de octubre de 1939) es un actor, guionista y productor de cine y televisión australiano. Es conocido por sus intervenciones en películas como Cocodrilo Dundee (1986-1988-2001) y Flipper (1996).

## Biografía y carrera

### Primeros años
Hogan nació el 8 de octubre de 1939 en Sídney, Nueva Gales del Sur. Trabajó como aparejador durante la construcción del puente de la bahía de Sídney. Mientras trabajaba en la construcción del puente fue descubierto mediante un concurso que buscaba caras nuevas.

### Trayectoria actoral y vida
En 1973 condujo el programa de televisión El show de Paul Hogan, una serie de sketches de humor interpretados por él que se mantuvo en antena durante 14 temporadas, hasta 1984, siendo exportado con éxito a Reino Unido y otros países de Europa, y convirtiéndole en el cómico australiano de referencia internacional. 
Se casó con Noelene en 1958 y se divorciaron en 1981, paradójicamente volvieron a contraer matrimonio al año siguiente para volver a divorciarse en 1989. Tuvo cinco hijos con ella, llamados Lauren, Scott, Clay, Todd y Brett, este último también actor. Después se casó con su compañera de reparto en Cocodrilo Dundee (1986) Linda Kozlowski el 5 de mayo de 1990, y con ella tuvo un hijo llamado Chance. Vivieron en una casa restaurada, de estilo victoriano, cerca de Santa Bárbara, California (Estados Unidos). En agosto de 2010, tras asistir al funeral de su madre en Australia, la hacienda fiscal de ese país le impidió volver a los Estados Unidos por unas deudas monetarias estimadas en 150 millones de dólares australianos, aproximadamente 105 millones de euros.
En 2014, Hogan se divorció en aparente buenos términos después de 23 años de relación.

## Filmografía

### Cine
| Año  | Título                          | Papel                         | Notas                                   |
| ---- | ------------------------------- | ----------------------------- | --------------------------------------- |
| 1980 | Fatty Finn                      | Tercer repartidor             |                                         |
| 1986 | Cocodrilo Dundee                | Michael J. 'Crocodile' Dundee | También historia y guionista            |
| 1988 | Cocodrilo Dundee 2              | Michael J. 'Crocodile' Dundee | También productor ejecutivo y guionista |
| 1990 | Almost an Angel                 | Terry Dean/Bonzo Burger Man   | También productor ejecutivo y guionista |
| 1994 | Lightning Jack                  | Lightning Jack Kane           | También productor y guionista           |
| 1996 | Flipper                         | Porter                        |                                         |
| 1998 | Floating Away                   | Shane                         |                                         |
| 2001 | Cocodrilo Dundee en Los Ángeles | Michael J. 'Crocodile' Dundee | También productor y guionista           |
| 2004 | Strange Bedfellows              | Vince Hopgood                 |                                         |
| 2009 | Charlie & Boots                 | Charlie                       |                                         |
| 2018 | That's Not My Dog!              | Él mismo                      |                                         |
| 2020 | The Very Excellent Mr. Dundee   | Paul                          |                                         |

### Televisión
| Año       | Título              | Papel      | Notas             |
| --------- | ------------------- | ---------- | ----------------- |
| 1973-1984 | The Paul Hogan Show | Varios     | También guionista |
| 1985      | Anzacs              | Pat Cleary | Miniserie         |

## Premios y nominaciones

### Premios Óscar
| Año  | Categoría            | Película         | Resultado |
| ---- | -------------------- | ---------------- | --------- |
| 1987 | Mejor guion original | Crocodile Dundee | Nominado  |

### Premios Globo de Oro
| Año  | Categoría                        | Película         | Resultado |
| ---- | -------------------------------- | ---------------- | --------- |
| 1987 | Mejor actor de comedia o musical | Crocodile Dundee | Ganador   |

### Premios Saturn
| Año  | Categoría           | Película         | Resultado |
| ---- | ------------------- | ---------------- | --------- |
| 1986 | Mejor guion de cine | Crocodile Dundee | Nominado  |

### Premios BAFTA
| Año  | Categoría            | Película         | Resultado |
| ---- | -------------------- | ---------------- | --------- |
| 1987 | Mejor actor          | Crocodile Dundee | Nominado  |
| 1987 | Mejor guion original | Crocodile Dundee | Nominado  |

### Premios Golden Raspberry
| Año  | Categoría             | Película                        | Resultado |
| ---- | --------------------- | ------------------------------- | --------- |
| 2001 | Peor remake o secuela | Cocodrilo Dundee en Los Ángeles | Nominado  |

## Distinciones honoríficas
- Australiano del año 1985.[5]
- Miembro de la Orden de Australia (26/01/1986).[6]